# 埼玉県立大井高等学校
埼玉県立大井高等学校（さいたまけんりつ おおいこうとうがっこう）は、埼玉県ふじみ野市大井に所在した公立の高等学校。

## 設置学科
- 普通科
- 体育科

## 沿革
- 1978年（昭和53年） - 埼玉県立大井高等学校が開校。
- 2009年 - 埼玉県教育委員会が、県立高等学校「後期再編整備計画」案として埼玉県立福岡高等学校との統合を発表。
- 2013年 - 埼玉県立大井高等学校が閉校。
- 2013年 - 2校の統合により、埼玉県立ふじみ野高等学校が、大井高等学校の位置に、普通科およびスポーツサイエンス科を設置し開校。

## 交通
- 東武東上線ふじみ野駅より徒歩30分。

## 出身者
- 佐藤愛子（元アイドルグループ『ribbon』のメンバー）
- 田中淳（元プロサッカー選手）

## その他
- 閉校当時、体操服の短パンは以前はジョギングパンツ型のものが使われていた。NIKKO製でインナー付き。男女とも同じものが採用されていた。統合後も大井高の在校生は変更禁止でこの短パンを履いていた。